# SN 1960G
SN 1960G – supernowa odkryta 19 kwietnia 1960 roku w galaktyce MCG +03-29-60. W momencie odkrycia miała maksymalną jasność 17,50m.